# Lyciasalamandra yehudahi
Espèce
Lyciasalamandra yehudahi est une espèce d'urodèles de la famille des Salamandridae. 

## Répartition
Cette espèce est endémique de la province d'Antalya en Turquie. Elle se rencontre entre 87 et 646 m d'altitude dans les environs du mont Tahtalı.

## Étymologie
Cette espèce est nommée en l'honneur de Yehudah Leopold Werner.

## Publication originale
- Göçmen & Akman, 2012 : Lyciasalamandra arikani n. sp. & L. yehudahi n. sp. (Amphibia: Salamandridae), two new Lycian salamanders from southwestern Anatolia. North-Western Journal of Zoology, vol. 8, no 1, p. 181-194 (texte intégral).